# ボ・カルペラン

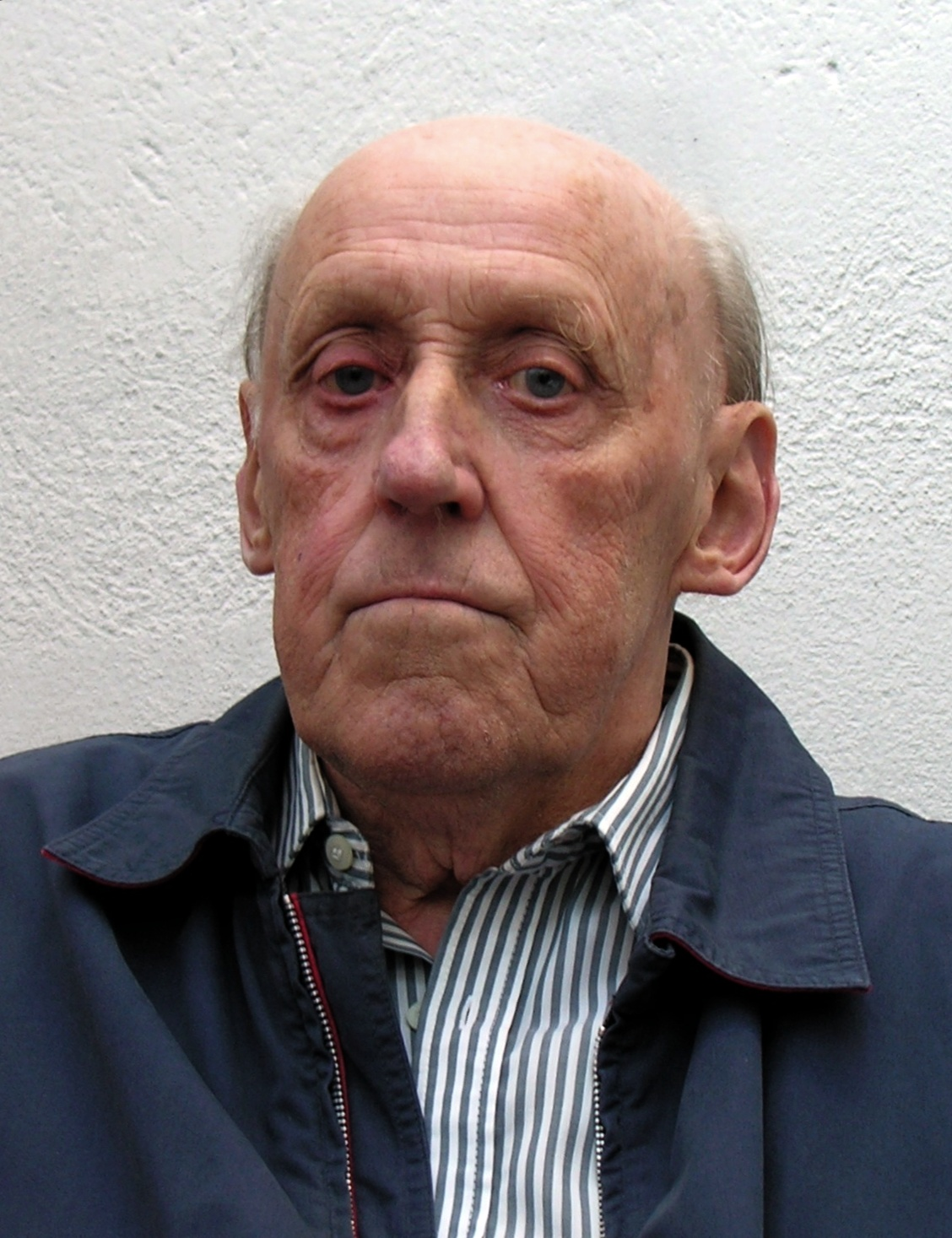

ボ・カルペラン（Bo Carpelan、1926年10月25日 - 2011年2月11日）は、フィンランドの詩人。ヘルシンキ出身。

## 人物
スウェーデン系の出自であり、スウェーデン語系詩人に分類される。
1946年、詩集『薄暗いぬくもりのように』でデビューして以来、フィンランド政府文学賞、フィンランド政府文学賞、フィンランド政府青少年文学賞、スウェーデン語系フィンランド文学協会賞、北欧理事会文学賞、プロ・フィンランディア・メダルなど、数多くの賞を受賞した。また、ヘルシンキ市立図書館副館長、スウェーデン語系フィンランド文学協会役員、北欧文化委員会役員、フィンランド政府文学委員会役員などを歴任した。
カルペランの詩は自我と自然、あるいは大自然との調和に基づく心の安穏をテーマとしており、題材は日常的な出来事を採ることが多い。